# Issa El-Saieh

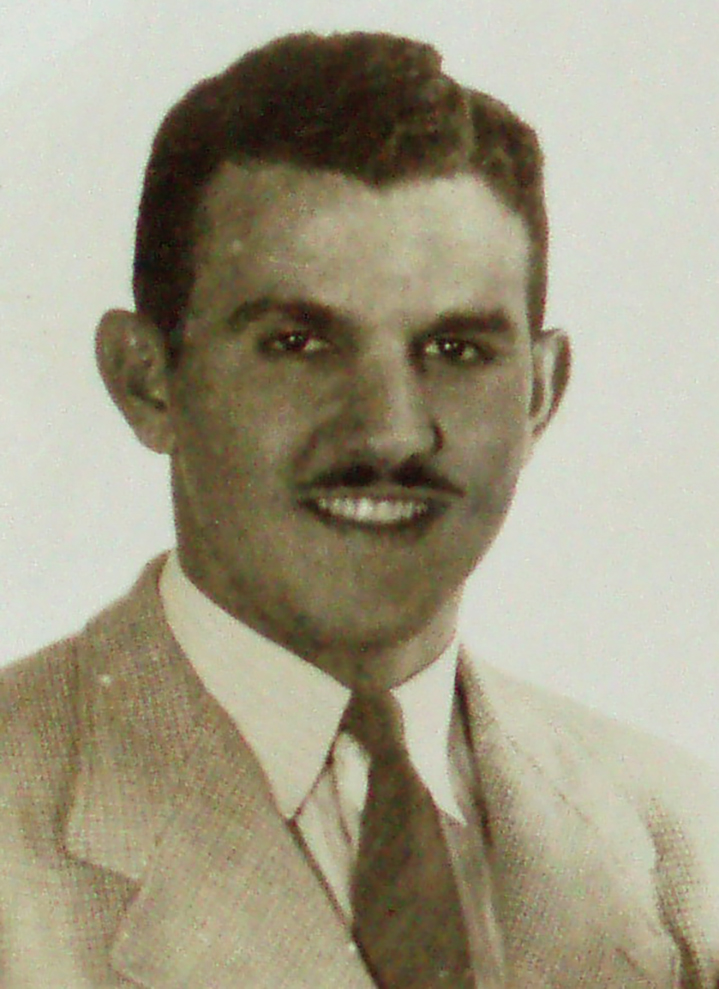
Issa El-Saieh (späte 1940er Jahre)

Issa El-Saieh (* 22. Februar 1919 in Petit-Goâve; † 2. Februar 2005 in Port-au-Prince), auch Maestro genannt, war ein Haitianer palästinensischer Abstammung, der als Saxophonist, Klarinettist, Bandleader, Komponist, Arrangeur, Geschäftsmann, Galerist und Kunstsammler Bekanntheit erlangte.
Sein Leben galt dem Ziel, Beiträge zu der Darstellung, Entwicklung und Förderung der Musik und der bildenden Kunst Haitis zu erbringen.
Von 1941 bis Mitte der 1950er Jahre war er mit dem Orchestre Saieh tätig. Parallel zu seiner Musikkarriere begann er, haitianische Kunst zu kaufen und zu sammeln. Ende der 1950er Jahre gründete er die Galerie Issa, durch die der Bekanntheitsgrad haitianischer Kunst und Kultur im Ausland gesteigert wurde.
Er starb am 2. Februar 2005 im Alter von 85 Jahren in Port-au-Prince an Speiseröhrenkrebs.

## Karriere

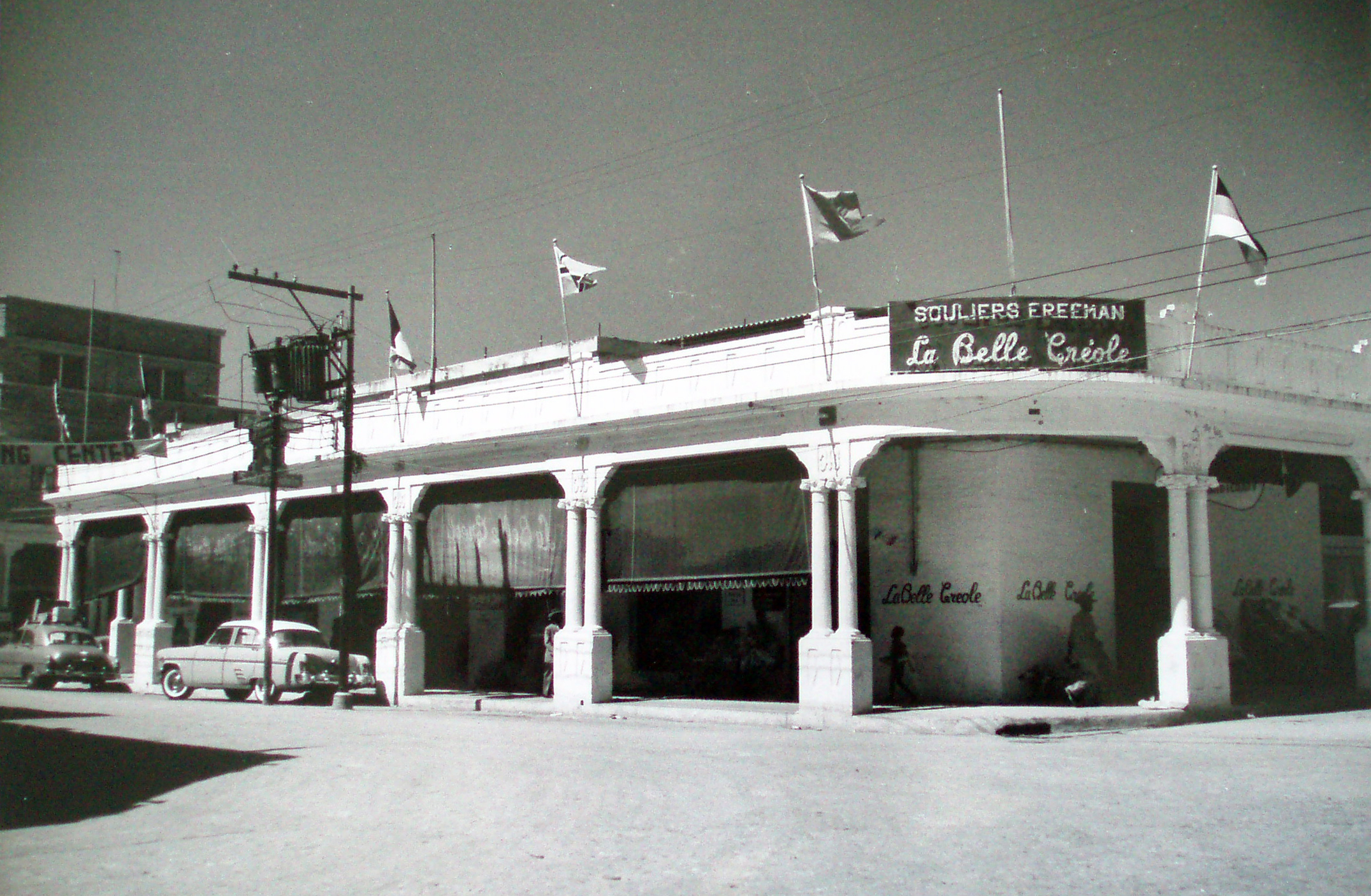
Das Kaufhaus „La Belle Créole“ (1946)

### Tätigkeit in Unternehmen der Familie
Im Sommer 1940 kehrte El-Saieh nach Abschluss seiner Schulausbildung nach Haiti zurück und arbeitete zusammen mit seiner inzwischen verwitweten Mutter in ihrem Kurzwarengeschäft „Veuve Joseph El-Saieh“ in der Innenstadt von Port-au-Prince.
Einige Jahre später wurde er Geschäftsführer des 1948 von seinem älteren Bruder Elias gegründeten ersten Kaufhauses Haitis, dem „La Belle Créole“.
Haiti war zu dieser Zeit ein beliebtes Reiseziel. Im Dezember 1951 gründete El-Saiehs Bruder Elias „Le Perchoir“, ein Restaurant mit Nachtclub, das in Boutilliers bei Kenscoff in den Bergen südlich der Hauptstadt befand.

### Orchestre Saieh
Zwischen 1940 und 1941 spielte El-Saieh parallel zu seinen geschäftlichen Aktivitäten kurzzeitig als Klarinettist und Saxophonist im Orchester von Daniel Rouzier.
Um den Jahreswechsel 1941/1942 begann er, sein eigenes Ensemble aufzubauen. Viele der Musiker waren Mitglieder des Militärorchesters des Nationalpalasts oder kamen aus verschiedenen anderen Bands. Weitere waren noch Studenten oder gingen anderen Berufen nach. Daher variierte die Zusammensetzung des Orchesters im Laufe der Jahre.
Das Ensemble, bekannt als Issa El-Saieh & His Orchestra oder Orchestre Saieh ähnelte in seiner Zusammensetzung einer amerikanischen Big Band. Dies unterschied das Orchester von anderen, zumeist wesentlich kleineren Musikgruppen. El Saieh fungierte hauptsächlich als Organisator und Arrangeur des Orchesters; auch lud er amerikanische Musiker wie Budd Johnson und Billy Taylor ein, mit der Formation zu spielen. Ab 1953 wurde das Orchester durch den Pianisten Ernest Lamy geleitet.
Das Repertoire der Band verband traditionelle haitianische Musikgenres – hauptsächlich folkloristische Lieder und Melodien sowie Voodoo-Rhythmen – mit modernem Jazz, kubanischem Mambo, Méringue (haitianische Tanzmusik) und amerikanischem Swing. Das Orchester war eine wichtige Zwischenstation für zahlreiche später bekannte haitianische Musiker wie den Altsaxophonisten Raoul Guillaume, die Sänger Guy Durosier und Joseph „Joe“ Trouillot (Ti Jo) oder den Schlagzeuger Ti Marcel.

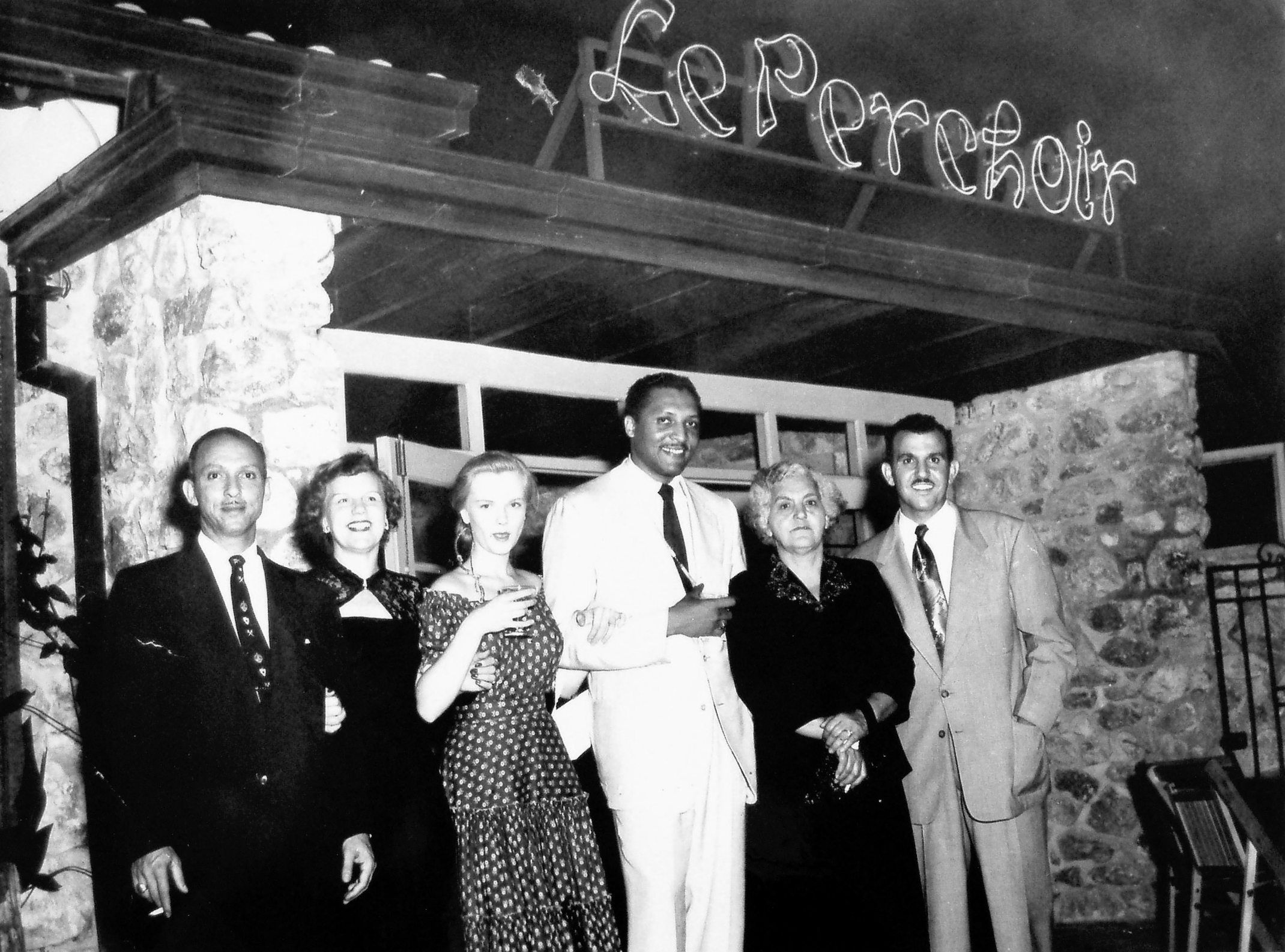
Le Perchoir, Boutilliers, rechts Issa El-Saieh

In den ersten Jahren spielte das Orchestre Saieh in Privathäusern in Port-au-Prince und den Provinzen sowie in Kinos und Clubs. Zwischen 1944 und 1951 trat die Band regelmäßig im Club Zanzi Bar und im Cabane Choucoune auf, die beide in Pétionville lagen. In den frühen 1950er Jahren spielte die Band häufig in El-Saiehs Bruders Elias Le Perchoir in Boutilliers sowie im Radio Haiti-Sonntagmorgenprogramm namens Cocktail Dansant.
In den frühen 1940er Jahren war El-Saieh häufig nach Kuba gereist, wo er Musiker traf, die seine Arrangements beeinflussten. Bebo Valdés wurde ein langjähriger enger Freund und komponierte den Titel „Monsieur Saieh“, der erstmals 1959 auf dem Album Todo Ritmo zu hören war.
In den späten 1940er Jahren studierte El-Saieh in New York City Musik zusammen mit Eddie Barefield und Walter „Foots“ Thomas, die Mitglieder und Mitarbeiter des Cab Calloway Orchestra gewesen waren. Er verkehrte auch mit anderen Musikern wie Dizzy Gillespie, Charlie Parker und Kenny Dorham und war Stammgast in verschiedenen Jazz- und Blues-Nachtclubs, darunter Birdland, Blue Note und Café Society.

### La Belle Créole
Um 1947 gründete El-Saieh sein eigenes Musiklabel, La Belle Créole. Von 1947 bis 1956 wurden die meisten Titel des Orchestre Saieh unter diesem Label aufgenommen.
Das Label nahm auch Titel verschiedener Bands auf, die sich aus Musikern des Orchesters zusammensetzten, darunter The Belle Créole Group, La Belle Créole Trio, Bebo Valdés & His Rhythm, Rodolphe Legros & His Ibo Lele Group, Budd Johnson & The Le Perchoir Group, Wébert Sicot & His Cabane Choucoune Ensemble, The Cabane Choucoune Ensemble, Guy Durosier & His Rhythm oder Rodolphe Legros & His Ibo Lele Group.
Die Aufnahmen fanden an verschiedenen Orten statt, darunter Cabane Choucoune, Radio Commerce oder Ricardo Widmaiers Radio Haiti, sowie an anderen Orten in Miami, New York City und Havanna.

### Galerie Issa
In den späten 1940er Jahren begann El-Saieh, Gemälde zu kaufen. Mitte der 1950er Jahre eröffnete er den Kunsthandel im Restaurant und Nachtclub seines Bruders Elias Le Perchoir. 1957 verlegte er sein Geschäft in die Rue du Quai in der Innenstadt von Port-au-Prince und nannte es Issa Art Gallery. 1964 wurde die Galerie in sein Haus verlegt, wo sie unter dem Namen Galerie Issa bekannt wurde.
Zu den von El-Saieh entdeckten bzw. geförderten Künstlern gehörten Jacques Enguérrand Gourgue, André Pierre, André Normil, Jacques Chéry, Seymour Bottex und Alexandre Grégoire. Ende der 1960er und Anfang der 1970er Jahre arbeiteten über fünfzig Künstler regelmäßig für ihn als Galeristen. Viele von ihnen hatten ihre Ateliers vor Ort und mehrere blieben bis zu El-Saiehs Tod exklusiv für die Galerie tätig.

### Hotel Oloffson
In den 1960er Jahren leitete El-Saieh mehrere Jahre lang das Hotel Oloffson in Port-au-Prince. Dort lernte er den englischen Schriftsteller Graham Greene kennen, der ihn als Vorlage für die Figur des Hamit, des Syrers, in seinem 1966 erschienenen Roman „Die Stunde der Komödianten“ verwendete.

## Privates
El-Saieh wurde am 22. Februar 1919 in Petit-Goâve im Département Ouest von Haiti, geboren. Seine Eltern, Julia Moussa Talamas (1893–1982) und Joseph Said El-Saieh (1885–1921), waren beide aus Bethlehem, Palästina, nach Haiti eingewandert und lernten sich dort kennen.
El-Saieh besuchte die römisch-katholische Schule Saint-Louis de Gonzague in Port-au-Prince. 1928 wurde er in die Vereinigten Staaten geschickt, wo er in Massachusetts ein Internat besuchte und mit Musik in Berührung kam. Er lernte Klarinette und Saxophon zu spielen und war Mitglied der Schulband. In New York nahm er auch Instrumentalunterricht bei Andy Brown und Budd Johnson.

## Wohltätiges Engagement
Im Laufe seines Lebens leistete El-Saieh regelmäßig Spenden an Waisenhäuser, Krankenhäuser und andere wohltätige Einrichtungen, vor allem in Port-au-Prince. Außerdem unterstützte er das Hôpital Albert Schweitzer in Deschapelles (Gemeinde Verrettes) und Eye Care-Haiti durch regelmäßige Spenden von Kunstwerken.

## Diskografie (Auswahl)
| Jahr | Titel | Orchester                                            | Anmerkungen |
| ---- | --- | ---------------------------------------------------- | --- |
| 1947 | A: Audan na mire (Yanvalou) B: Senti foula (Congo) | Issa El-Saieh & His Orchestra                        | • Vocals Joseph „Joe“ Trouillot (Ti Jo) |
| 1947 | A: Carelite (Méringue) B: Dans tes bras (Méringue) | Issa El-Saieh & His Orchestra                        | • Vocals Joseph Trouillot (Ti Jo) |
| 1948 | A: Cabane Choucoune (Méringue) B: Plontonnade (Congo) | Issa El-Saieh & His Orchestra                        | • Vocals Joseph Trouillot (Ti Jo) |
| 1950 | A: Ti mâmâ (Méringue) B: Carolina Cao (Congo) | Issa El-Saieh & His Orchestra                        | • Vocals Joseph Trouillot (Ti Jo) |
| 1950 | A: Cabane Choucoune (Beguine) B: Panama’m tombé (Congo) | Issa El-Saieh & His Orchestra                        | • Vocals Joseph Trouillot (Ti Jo) |
| 1950 | A: Roi tcha-tcha (Méringue) B: Basilica (Méringue) | Issa El-Saieh & His Orchestra                        | • Vocals Joseph Trouillot (Ti Jo) |
| 1951 | A: Macaya (Petro) B: Ministre Azaca (Yanvalou) | Issa El-Saieh & His Orchestra                        | • Vocals Guy Durosier (Ti Guy) |
| 1951 | A: Marié bon marié pa bon (Meringue) B: Dodo Turgeau (Meringue) | Saieh & His Orchestra                                | • Vocals Guy Durosier (Ti Guy) |
| 1951 | A: Feuille B: Creole Fantasy | The Belle Creole Group                               | • Vocals Guy Durosier (Ti Guy) |
| 1951 | A: Manzelle Roza (Méringue) B: Erzulie Freda (Méringue) | La Belle Creole Trio                                 | • Manzelle Roza: vocals Guy Durosier (Ti Guy) • Klavier: Billy Taylor |
| 1951 | A: Souvenir d’Haïti (Méringue) B: Angelico (Méringue) | La Belle Creole Trio                                 | • Klavier: Billy Taylor |
| 1951 | A: Cherie B: Ma Brune (Bolero - Beguine) | Saieh & His Orchestra                                | |
| 1951 | A: Angelico (Méringue) B: If you should leave me (Beguine - Foxtrot) | Saieh & His Orchestra                                | • Vocals Guy Durosier (Ti Guy) |
| 1952 | A: La Reine Soleil (Congo) B: Panama’m tombé (Congo) | Issa El-Saieh & His Orchestra                        | • Vocals Joseph Trouillot (Ti Jo) |
| 1955 | A: Yoyo (Meringue) B: Pese Cafe (Congo) | Issa El-Saieh & His Orchestra                        | • Vocals Guy Durosier (Ti Guy) |
| 1955 | A: Jacot (Meringue) B: Sharpshooter (Guaracha) | Issa El-Saieh & His Orchestra                        | • Vocals Joseph Trouillot (Ti Jo) |
| 1955 | A: Bam pa’m sans douce (Méringue) B: Ti Zandor (Petro) | Bebo Valdés & His Rhythm                             | • Vocals Rodolphe Legros (Dodof) |
| 1955 | Exotic Songs from Voodoo Haiti by Issa El Saieh - le plus grand chef d'orchestre d'Haïti et son exceptionnel orchestre haïtien (Album) A: 1. Feuille 2. Dans tes bras 3. Cabane Choucoune 4. Ma brune B: 1. Creole Fantasy 2. Ministre Azaca 3. Carolina Cao 4. Panama’m tombe | Issa El-Saieh & His Orchestra                        | Die Stücke dieses Albums wurden aufgenommen und veröffentlicht vom Supertone Label.                                                                                       |
| 1956 | A: Haiti (Meringue) B: Arona leve (Meringue) | Issa El-Saieh & His Orchestra                        | |
| 1957 | El-Saieh presents Hi Fi Haitian Drums (Album) | Herausgegeben und zusammengestellt von Issa El-Saieh | 12 Titel mit den bekannten Schlagzeugern Raymond Ballergeau (Ti Roro), Marcel Jean (Ti Marcel) und dem Sängern Guy Durosier, Joseph Trouillot (Ti Jo) sowie Renée Mirault |

## Auszeichnungen

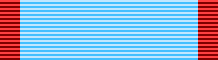

- 1959: Auszeichnung mit dem Titel „Ritter des Nationalen Ordens für Ehre und Verdienste“ (Chevalier de l’Ordre National Honneur et Mérite) durch den Präsidenten der Republik Haiti, François Duvalier, für seinen bedeutenden Beitrag zur Bereicherung der haitianischen Kultur.[16]
- 1998: Ehrung im Lincoln Center in New York City durch die Haitian American Alliance of New York als symbolische Figur der haitianischen Musik und einer der fünf Giganten der haitianischen Musik.[17]
- 2002: Ehren- und Verdienstauszeichnung der Caribbean Film Productions – Nuit des Etoiles für seinen Beitrag zur haitianischen Kultur.